# Ethicon
La Ethicon Inc. è una filiale della Johnson & Johnson. Venne incorporata come azienda indipendente alla Johnson & Johnson nel 1949 per espandere e differenziare la gamma di prodotti della multinazionale statunitense.
La Ethicon è stata leader nel campo delle suture in campo chirurgico e delle medicazioni per la chiusura di ferite per oltre un secolo. Dopo la Seconda guerra mondiale, la partecipazione nel mercato delle suture chirurgiche della Ethicon crebbe dal 15% al 70% su scala mondiale. Nel mercato statunitense, la quota di mercato è di circa l'80%. La più famose suture prodotte dalla Ethicon sono PROLENE, MONOCRYL e VICRYL.
La sede centrale della Ethicon si trova nella città di Somerville, nel New Jersey. Attualmente distribuisce i suoi prodotti in 52 paesi del mondo e conta circa 11.000 dipendenti.
Nel 1992 la Ethicon venne ristrutturata con la formazione di un'azienda indipendente, la Ethicon Endo-Surgery Inc..
Durante gli anni '90 la Ethicon ha differenziato la propria produzione verso prodotti e tecnologie avanzate dando vita a quattro sottogruppi che si occupano ognuno di una diversa gamma di prodotti.

## Aziende Ethicon
- ETHICON: produce strumenti e accessori per le suture chirurgiche
- GYNECARE: prodotti per la salute della donna
- Johnson & Johnson Wound Management: prodotti per la cura della pelle e delle ferite
- CARDIOVATIONS: prodotti mirati per migliorare la circolazione e la qualità di vita di pazienti con patologie cardiovascolari

Nel novembre 2008 la Wound Management venne venduta a One Equity Partners divenendo Systagenix Wound Management Limited.